# Иван Краско
Иван Краско (вл. именом слов. Ján Botto, псеудоними слов. Bohdana J. Potokinová, Ivan Krasko, Janko Cigáň и др.) (* 12. јул 1876. Луковиштја – † 3. март 1958. Братислава), био је словачки песник, прозаик и преводилац, представник модерне.

## Живот
Родио се у Луковиштјама у сељачкој породици и његов удаљени рођак је био словачки романтички песник и поборник Људовит Штура Јан Бото. Студирао је у Луковиштјама, на мађарској гимназији у Римавској Соботи, на немачкој гимназији у Сибиу у Румунији а затим је наставио студије на гимназију у румунском Брашову, где је 1896. године матурирао. После матуре се вратио кући и помагао је у породици у предузетничким акцијама своје породице а 1905. године је отишао на једногодишњу војничку службу. 1900. се пријавио на студије хемијског инжињерства у Прагу које је успешно завршио 1905. године. Ту се активно укључује у делатност студентског удружења „Ђетван“ где је учествовао у дискусијама и био функционер. Ту се бавио проблематиком литерарних и културних догађања али и друштвено економским проблемима. Неко време је радио као хемичар у градићу Клобуки, а затим у хемијској фабрици у Слане. 1914. године је отишао на источни фронт а после завршетка рата 1918. године радио је у административним службама у Чехословачкој и постао је посланик а касније и сенатор за аграрну странку. Посвећивао се и научном раду у области хемије и 1923. године је добио титулу доктора техничких наука. Живео је претежно у Братислави, но 1943. године пред крај свога живота се преселио у Пјештјане где се налази и његов спомен дом. Сахрањен је у Луковиштјама.

## Дело
Његове прве песме настале су још у току гимназијалних студија али је своје прво дело објавио тек 1896. године када му у часопису „Словенске похљади“ излази песма „Песма нашег народа“. Њу је издао под псеудонимом Јанко Цигањ који је сам изабрао. Псеудоним Иван Краско којим се уписао у исорију словачке литературе му је измислио Светозар Хурбан Вајански, који му је издао његову прву збирку песама (име Јан су превели у руски језик а презиме су одредили по општини која је у суседству са његовим родним селом - Красково). Његово стварање није у почетку налазило путеве до издавача нити је био обљубљен у редовима читалаца али није се дао обесхрабрити. Већина његових рукописних првенаца је изашла тек 1954. године у његовом „Делу“. У својим делима се посвећује социјалним проблематикама, неправдама и мађаризацији и поробљавању словачког народа, пасивности младе генерације, и изражава своје лично жаљење при чему за разочарења не криви само жену већ и хладно нелично друштво и бави се и религиозном тематиком- сукобима вере и скепсе. На његово дело су утицали његови савременици аутори из Чешке али и француски симболисти који су се афирмисали у Европи.
Дело Ивана Краска спада у основне вредности словачке поезије.

### Поезија
- 1896 — Песма нашег народа -Pieseň nášho ľudu, песма ("Slovenské pohľady")
- 1902 — Дан спаса- Deň spásy, песма ("Slovenské pohľady")
- 1902.- По бурној црној ноћи- Za búrnej čiernej noci", песма ("Slovenské pohľady")
- 1905 — 1906 — ЛистићLístok, циклус песама("Dennica")
- 1906 — Писмо за госпођицу Љ. Г.-List slečne Ľ. G., песма ("Slovenské pohľady")
- 1906 — Јехова- Jehovah, песма ("Letopis Živeny")
- 1906 — Познање- Poznanie, песма ("Slovenské pohľady")
- 1909 — Ноћ и самота -Nox et solitudo (Noc a samota), прва самостална збирка песама(увод за њу је написао Светозар Хурбан Вајански)
- 1910 — Ноћ и ја -Noc a Ja, песма у прози("Prúdy")
- 1912 — Стихови -Verše, друга збирка песама
- 1913 — Светоплук -Svätopluk, песма ("Slovenský denník")
- 1952 — Моје песме -Moje piesne, збирка песама
- 1961 — Над јутром -Nad ránom…, избор из поезије

### Проза и друга дела
- 1907 — Наши -Naši, портретна студија ("Slovenský obzor")
- 1908 — Сентиментални догађаји I и IISentimentálne príhody I a II (после назване Svadba и Almužna), кратке прозе ("Dennica")
- 1911 — Писмо мртвом -List mŕtvemu ("Slovenské pohľady")
- 1932 — Арханђео Михаило, фреска у цркви у Краскову - Archanjel Michal, nástenná maľba v starobylom kostole na Kraskove, опис фреске("Slovenské pohľady")
- 1937 — Порекло села Краскова и ЛуковишћаPôvod dedín Kraskova a Lukovíšť, студија ("Zborník Muzeálnej slovenskej spoločnosti")

### Преводи
- 1910 — Рихард Дехмел: Воља ка чину - Vôľa k činu, теорија("Prúdy")
- 1911 — Рихард Дехмел: Природа, симбол и уметност - Príroda, symbol a umenie, теорија ("Slovenské pohľady")
- 1956 — Tiene na obraze času, збирка румунских песама из румунског језика